# Campeonato Italiano de Voleibol Feminino
O Campeonato Italiano de Voleibol Feminino é a principal competição de clubes de voleibol feminino da Itália. Trata-se de uma das principais ligas nacionais da Europa e do mundo.
O torneio das duas primeiras divisões (A1 e A2) é organizado pela Lega Pallavolo Femminile Serie A, consórcio de clubes filiado à Federação Italiana de Voleibol (FIPAV) e classifica seu campeão para a Liga dos Campeões da Europa.
Os direitos de transmissão no Brasil pertencem ao BandSports em TV fechada.

## Serie A1
A Serie A1, que desde a temporada temporada 2009/2010 reúne 12 equipes é composta de duas fases:
- Temporada regular: é dividida em dois turnos; as 12 equipes participantes se enfrentam entre si uma única vez em cada turno. Os jogos do segundo turno serão realizados na mesma ordem do primeiro, apenas com o mando de quadra invertido. Ao final desta fase as oito equipes com melhor índice técnico se classificam para os play-offs; as duas piores são rebaixadas para a Serie A2;
- Play-offs: estruturados em quartas-de-final, meias-finais e final em sistema de mata-mata. A equipe vencedora desta fase fica com o scudetto e o título de Campeão Italiano de Voleibol.

As oito equipes com o melhor índice técnico do primeiro turno da temporada regular são classificadas para a Copa Itália da Serie A1.
As equipes melhores colocadas na Serie A1 e na Copa da Serie A1 são classificadas para as competições europeias:
- Liga dos Campeões: campeão italiano, vice-campeão italiano e a primeira colocada da temporada regular;
- Challenge Cup: segundo colocado da temporada regular;
- Copa CEV: campeã da Copa Itália.

### Edição atual
| Equipe Nome fantasia                                    | Cidade        | Ginásio                              | Capacidade | Temporada 2022/2023                                          |
| ------------------------------------------------------- | ------------- | ------------------------------------ | ---------- | ------------------------------------------------------------ |
| AGIL Volley Igor Gorgonzola Novara                      | Novara        | PalaTerdoppio Novara                 | 4 000      | 4º                                                           |
| Volley Bergamo Volley Bergamo 1991                      | Bérgamo       | PalaFacchetti Bérgamo                | 2 880      | 7º                                                           |
| Volleyball Casalmaggiore Trasportipesanti Casalmaggiore | Casalmaggiore | PalaRadi Cremona                     | 3 519      | 6º                                                           |
| Chieri '76 Volleyball Reale Mutua Fenera Chieri '76'    | Chieri        | PalaMaddalene Chieri                 | 1 200      | 5º                                                           |
| Cuneo Granda Volley Honda Olivero S.Bernardo Cuneo      | Cuneo         | PalaCastagnaretta Cuneo              | 4 700      | 11º                                                          |
| Azzurra Volley Firenze Il Bisonte Firenze               | Florença      | Palazzo Wanny Firenze                | 3 500      | 10º                                                          |
| Imoco Volley Prosecco Doc Imoco Conegliano              | Conegliano    | PalaVerde Villorba                   | 5 124      | 1º                                                           |
| Megavolley Megabox Ond. Savio Vallefoglia               | Vallefoglia   | PalaCampanara Pésaro                 | 2 000      | 9º                                                           |
| Pallavolo Pinerolo Wash4green Pinerolo                  | Pinerolo      | Palazzetto dello Sport (Monza) Monza | 4 500      | 12º                                                          |
| Vero Volley Milano Allianz Vero Volley Milano           | Monza         | Palalido Monza                       | 5 347      | 2º                                                           |
| Roma Volley Club Aeroitalia Smi Roma                    | Roma          | Palazzetto dello Sport (Roma) Roma   | 3 500      | 1º da fase classificatória do playoff da promoção (Serie A2) |
| Pallavolo Scandicci Savino Del Bene Scandicci           | Scandicci     | Palazzo Wanny Firenze                | 3 500      | 3º                                                           |
| Trentino Volley Itas Trentino                           | Trento        | PalaTrento Firenze                   | 4 000      | 1º do playoff da promoção (Serie A2)                         |
| Futura Volley Busto Arsizio Uyba Volley Busto Arsizio   | Busto Arsizio | PalaPiantanida Busto Arsizio         | 4 490      | 5º                                                           |

## Divisões inferiores
O campeonato da Série B é organizado pela Lega Nazionale Pallavolo; as séries C e D são gerenciadas por comissões regionais da FIPAV. E finalmente, os torneios de menores da primeira, segunda e terceira divisões e de livre inscrição são organizados por comitês provinciais da FIPAV.